# Preludium (muzyka)
Preludium, praeambulum – instrumentalna forma muzyczna, która jest wstępem do większego dzieła muzycznego. 
Początkowo, w XV w. był to krótki utwór figuracyjny z fragmentami akordowymi improwizowany na organach lub lutni, ułatwiający śpiewakom i wykonawcom intonowanie (tzn. ustalający tonację przed rozpoczęciem śpiewu). Po 1650 r. weszło w skład sonaty kameralnej i suity jako ich pierwsza część. Pojawiało się także w połączeniu z fugą, np. dwa tomy preludiów i fug, uporządkowanych chromatycznie napisał Jan Sebastian Bach. Podobne cykle komponowano jednak wcześniej (np. Girolamo Frescobaldi), ale także później (np. Ferruccio Busoni). Powstawały też pojedyncze preludia z fugami (np. Johannes Brahms, César Franck, Max Reger, Arthur Honegger: Prelude, arioso et fughetta sur le nom de BACH).
Preludium jako krótki, samodzielny utwór instrumentalny powstało w okresie romantyzmu. Jego twórcą był Fryderyk Chopin, autor cyklu 24 preludiów fortepianowych op. 28 (łącznie skomponował 26 preludiów). Tradycję tę podjęło wielu kompozytorów. W Rosji – przede wszystkim Siergiej Rachmaninow i Aleksandr Skriabin. We Francji impresjonistyczne preludia na fortepian tworzył Claude Debussy (2 zeszyty po 12 preludiów), a później Olivier Messiaen. Preludia komponował też George Gershwin i Alberto Ginastera. Również obecnie kompozytorzy nazywają swoje utwory preludiami (preludia na fortepian Krzysztofa Meyera).
W muzyce orkiestrowej preludia komponowano jako wstępy do oper (od uwertur różniły się tym, iż łączyły się bezpośrednio z muzyką I sceny): Richard Wagner – preludia do Złota Renu oraz Tristana i Izoldy, Giuseppe Verdi – do opery Aida.
Preludium pojawiło się w tytułach dwóch słynnych dzieł orkiestrowych z XIX wieku. Ferenc Liszt skomponował poemat symfoniczny Preludia, Claude Debussy – Preludium: Popołudnie fauna (1892–1894).